# HD 114783
HD 114783是一顆位於室女座的恆星，其視星等為7.57，肉眼不能看見，需使用望遠鏡方能觀測。溫度比太陽稍低，光譜分類為K0 V。
2001年，天文學家使用凱克望遠鏡，透過多普勒偵測法，發現了一顆行星繞著這顆恆星公轉。這顆行星被編為HD 114783 b，的質量與木星差不多，其平均日距約為地球的1.2倍，近遠日點分別為1.08和1.32 AU。由於恆星的溫度比太陽低，因此這顆行星的溫度也會比地球低，介乎攝氏零下80—100°C左右。
根據紅外線的數據特性，這顆行星的外觀可能呈水冰的白色。
| 成員 (依恆星距離) | 质量              | 半長軸 (AU)   | 轨道周期 (天) | 離心率        | 傾角 | 半径 |
| ----------------- | ----------------- | ------------- | ------------- | ------------- | ---- | ---- |
| b                 | >1.034 ± 0.089 MJ | 1.169 ± 0.068 | 496.9 ± 2.3   | 0.085 ± 0.033 | —    | —    |

## 相關網站
- 天文学家又发现八颗新的日外行星（上海网上天文台）
- Extrasolar Visions -- HD 114783 b